# BluVolley Verona 2015-2016
Questa voce raccoglie le informazioni riguardanti il BluVolley Verona nelle competizioni ufficiali della stagione 2015-2016.

## Stagione
LA stagione 2015-16 è per il BluVolley Verona, sponsorizzato da Calzedonia, la dodicesima, l'ottava consecutiva in Serie A1; viene confermato l'allenatore, Andrea Giani, mentre la rosa subisce qualche cambiamento: infatti alle partenze di Manuel Coscione, Sam Deroo, Mitja Gasparini e Adam White, fanno seguito gli arrivi di Michele Baranowicz, Uroš Kovačević, Saša Starović e François Lecat. Tra i confermati: Aidan Zingel, Nicola Pesaresi, Taylor Sander e Simone Anzani e Luca Spirito.
Il campionato si apre con la vittoria sulla Sir Safety Perugia seguita dalla sconfitto contro il Modena Volley; in tutto il resto del girone di andata la squadra di Verona colleziona esclusivamente vittorie, eccetto due stop, uno alla sesta giornata contro l'Associazione Sportiva Volley Lube e un altro alla decima giornata contro la Trentino Volley, chiudendo al quinto posto in classifica e ottenendo la qualificazione alla Coppa Italia. Dopo la vittoria nella prima giornata del girone di ritorno, il club veneto incappa in tre sconfitte consecutive, e, a seguito del successo sulla Pallavolo Piacenza, cede anche in altre due gare: nelle ultime quattro partite di regular season ottiene quattro vittorie con il quarto posto in classifica. Nei quarti di finale dei play-off scudetto la sfida è contro la Sir Safety Perugia: dopo aver perso le prime due gare gli scaligeri portano la serie a gara 5, vincendo gara 3 e 4, ma perdono poi l'ultima sfida, venendo eliminati dalla corsa allo scudetto. Il BluVolley Verona accede così ai play-off per il 5º posto, utile per la qualificazione alla Challenge Cup 2016-17: nei quarti di finale superano con due gare vinte e una persa il Gruppo Sportivo Porto Robur Costa, mentre in semifinale viene sconfitta per 3-2 dalla Top Volley.
Grazie al quinto posto al termine del girone di andata della Serie A1 2015-16, il BluVolley Verona partecipa alla Coppa Italia: l'avventura tuttavia termina già ai quarti di finale, sconfitta sia nella gara di andata che in quella di ritorno dalla Sir Safety Perugia.
A seguito del quinto posto in regular season e dell'uscita ai quarti di finale della Serie A1 2014-15, Il BluVolley Verona partecipa per la prima a una competizione europea, ossia alla Challenge Cup: il club veneto supera agevolmente il secondo turno, i sedicesimi, gli ottavi e i quarti di finale, battendo sia nella gara di andata che in quella di ritorno rispettivamente il Fonte do Bastardo, lo Zwolle, il Galatasaray e l'Arago de Sète. Nelle semifinali perde la gara di andata per 3-2 contro il Benfica, ma vince quella di ritorno per 3-1, qualificandosi alla finale per un migliore quoziente set. Nell'ultimo atto della competizione la sfida è contro il Fakel: il club italiano ha la meglio su quello russo vincendo sia la gara di andata che quella di ritorno entrambe per 3-2, aggiudicandosi il trofeo.

## Organigramma societario
Area direttiva
- Presidente: Stefano Magrini
- Vicepresidente: Luca Bazzoni, Giovanni Bertoni, Natalino Bettin, Andrea Corsini, Gianmaria Villa
- Consulente legale: Stefano Fanini
- Amministratore delegato: Piero Rebaudengo
- Segreteria: Chiara Paganotto
- Amministrazione: Massimo Ziggiotto

Area organizzativa
- Direttore sportivo: Gian Andrea Marchesi
- Logistica prima squadra: Milan Grubor, Claudio Tamanini

Area tecnica
- Allenatore: Andrea Giani
- Allenatore in seconda: Matteo De Cecco
- Assistente allenatore: Giorgio Bissoli, Diego Flisi
- Scout man: Paolo Rossi
- Responsabile settore giovanile: Marco Argenta, Giacomo Olivieri

Area comunicazione
- Responsabile comunicazione: Gian Paolo Zaffani
- Responsabile pubblico: Federico Centomo

Area marketing
- Ufficio marketing: Carolina Bettilli
- Responsabile commerciale: Roberto Brughera

Area sanitaria
- Responsabile staff medico: Giorgio Pasetto
- Medico: Roberto Filippini, Anselmo Pallone, Claudio Zorzi
- Preparatore atletico: Oscar Berti
- Fisioterapista: Leo Arici, Michele De Biasi
- Osteopata: Michele Tommasini

## Rosa
| N° | Nome               | Ruolo | Data di nascita  | Nazionalità sportiva |
| -- | ------------------ | ----- | ---------------- | -------------------- |
| 1  | Aidan Zingel       | C     | 19 novembre 1990 | Australia            |
| 2  | Uroš Kovačević     | S     | 6 maggio 1993    | Serbia               |
| 3  | Nicola Pesaresi    | L     | 11 febbraio 1991 | Italia               |
| 4  | Carmelo Gitto      | C     | 3 luglio 1987    | Italia               |
| 5  | François Lecat     | S     | 19 aprile 1993   | Belgio               |
| 6  | Luca Spirito       | P     | 30 ottobre 1993  | Italia               |
| 7  | Thomas Frigo       | L     | 19 maggio 1997   | Italia               |
| 8  | Michele Baranowicz | P     | 5 agosto 1989    | Italia               |
| 10 | Saša Starović      | S/O   | 19 ottobre 1988  | Serbia               |
| 13 | Giacomo Bellei     | S/O   | 7 febbraio 1988  | Italia               |
| 15 | Taylor Sander      | S     | 17 marzo 1992    | Stati Uniti          |
| 17 | Simone Anzani      | C     | 24 febbraio 1992 | Italia               |
| 18 | Bartosz Bućko      | S/O   | 6 gennaio 1995   | Polonia              |

## Mercato
| Acquisti | Acquisti           | Acquisti          | Acquisti   |
| R.       | Nome               | da                | Modalità   |
| -------- | ------------------ | ----------------- | ---------- |
| P        | Michele Baranowicz | Lube              | definitivo |
| S/O      | Bartosz Bućko      | Bielsko-Bialskie  | definitivo |
| L        | Thomas Frigo       | Fresko            | definitivo |
| S        | Uroš Kovačević     | Modena            | definitivo |
| S        | François Lecat     | Maaseik           | definitivo |
| P        | Luca Spirito       | Molfetta          | definitivo |
| S/O      | Saša Starović      | Top Volley Latina | definitivo |

| Cessioni | Cessioni         | Cessioni        | Cessioni   |
| R.       | Nome             | a               | Modalità   |
| -------- | ---------------- | --------------- | ---------- |
| P        | Alessandro Blasi | Olimpia Bergamo | definitivo |
| S        | Luca Borgogno    | Impavida Ortona | prestito   |
| L        | Federico Centomo | -               | ritirato   |
| P        | Manuel Coscione  | Piacenza        | definitivo |
| S        | Sam Deroo        | ZAKSA           | definitivo |
| S/O      | Mitja Gasparini  | Paris           | definitivo |
| S        | Adam White       | Tours           | definitivo |

## Risultati

### Serie A1

#### Girone di andata
| 1ª giornata - 25 ottobre 2015 PalaEvangelisti, Perugia           | Sir Safety Perugia | 0 - 3 | BluVolley Verona   | 17-25, 21-25, 23-25               |
| 2ª giornata - 1º novembre 2015 PalaOlimpia, Verona               | BluVolley Verona   | 0 - 3 | Modena             | 19-25, 17-25, 17-25               |
| 3ª giornata - 8 novembre 2015 PalaPoli, Molfetta                 | Molfetta           | 2 - 3 | BluVolley Verona   | 22-25, 25-22, 19-25, 25-20, 14-16 |
| 4ª giornata - 4 novembre 2015 PalaBianchini, Latina              | Top Volley Latina  | 0 - 3 | BluVolley Verona   | 23-25, 21-25, 22-25               |
| 5ª giornata - 15 novembre 2015 PalaOlimpia, Verona               | BluVolley Verona   | 3 - 1 | Piacenza           | 25-23, 25-15, 20-25, 25-23        |
| 6ª giornata - 22 novembre 2015 PalaCivitanova, Civitanova Marche | Lube               | 3 - 0 | BluVolley Verona   | 25-22, 25-21, 25-20               |
| 7ª giornata - 26 novembre 2015 PalaOlimpia, Verona               | BluVolley Verona   | 3 - 0 | Padova             | 25-23, 25-18, 26-24               |
| 8ª giornata - 29 novembre 2015 PalaOlimpia, Verona               | BluVolley Verona   | 3 - 0 | Powervolley Milano | 25-16, 25-20, 27-25               |
| 9ª giornata - 6 dicembre 2015 PalaGalassi, Forlì                 | Porto Robur Costa  | 0 - 3 | BluVolley Verona   | 25-27, 23-25, 27-29               |
| 10ª giornata - 8 dicembre 2015 PalaOlimpia, Verona               | BluVolley Verona   | 2 - 3 | Trentino           | 21-25, 25-23, 25-22, 25-27, 10-15 |
| 11ª giornata - 13 dicembre 2015 Palazzetto dello Sport, Monza    | Milano             | 1 - 3 | BluVolley Verona   | 25-21, 23-25, 21-25, 22-25        |

#### Girone di ritorno
| 12ª giornata - 20 dicembre 2016 PalaOlimpia, Verona      | BluVolley Verona   | 3 - 2 | Sir Safety Perugia | 27-25, 25-14, 25-27, 23-25, 15-13 |
| 13ª giornata - 17 gennaio 2016 PalaPanini, Modena        | Modena             | 3 - 2 | BluVolley Verona   | 25-19, 21-25, 21-25, 25-18, 18-16 |
| 14ª giornata - 24 gennaio 2016 PalaOlimpia, Verona       | BluVolley Verona   | 2 - 3 | Molfetta           | 25-17, 23-25, 25-15, 19-25, 8-15  |
| 15ª giornata - 31 gennaio 2016 PalaOlimpia, Verona       | BluVolley Verona   | 2 - 3 | Top Volley Latina  | 25-22, 22-25, 18-25, 25-19, 13-15 |
| 16ª giornata - 3 febbraio 2016 PalaBanca, Piacenza       | Piacenza           | 1 - 3 | BluVolley Verona   | 25-23, 22-25, 19-25, 19-25        |
| 17ª giornata - 10 febbraio 2016 PalaOlimpia, Verona      | BluVolley Verona   | 1 - 3 | Lube               | 19-25, 26-28, 25-23, 21-25        |
| 18ª giornata - 14 febbraio 2016 PalaSanLazzaro, Padova   | Padova             | 3 - 1 | BluVolley Verona   | 19-25, 25-13, 25-20, 25-20        |
| 19ª giornata - 21 febbraio 2016 PalaBorsani, Castellanza | Powervolley Milano | 0 - 3 | BluVolley Verona   | 25-27, 17-25, 25-27               |
| 20ª giornata - 24 febbraio 2016 PalaOlimpia, Verona      | BluVolley Verona   | 3 - 1 | Porto Robur Costa  | 25-20, 25-20, 22-25, 26-24        |
| 21ª giornata - 28 febbraio 2016 PalaTrento, Trento       | Trentino           | 1 - 3 | BluVolley Verona   | 26-28, 23-25, 25-12, 22-25        |
| 22ª giornata - 6 marzo 2016 PalaOlimpia, Verona          | BluVolley Verona   | 3 - 1 | Milano             | 25-20, 25-23, 21-25, 25-22        |

#### Play-off scudetto
| Quarti di finale (gara 1) - 10 marzo 2016 PalaOlimpia, Verona      | BluVolley Verona   | 2 - 3 | Sir Safety Perugia | 26-24, 25-20, 17-25, 21-25, 10-15 |
| Quarti di finale (gara 2) - 13 marzo 2016 PalaEvangelisti, Perugia | Sir Safety Perugia | 3 - 0 | BluVolley Verona   | 25-17, 25-23, 25-20               |
| Quarti di finale (gara 3) - 20 marzo 2016 PalaOlimpia, Verona      | BluVolley Verona   | 3 - 2 | Sir Safety Perugia | 23-25, 25-22, 25-20, 20-25, 15-11 |
| Quarti di finale (gara 4) - 27 marzo 2016 PalaEvangelisti, Perugia | Sir Safety Perugia | 2 - 3 | BluVolley Verona   | 25-17, 25-27, 24-26, 25-18, 12-15 |
| Quarti di finale (gara 5) - 6 aprile 2016 PalaOlimpia, Verona      | BluVolley Verona   | 2 - 3 | Sir Safety Perugia | 20-25, 24-26, 25-18, 25-23, 15-17 |

#### Play-off 5º posto
| Quarti di finale (gara 1) - 9 aprile 2016 PalaOlimpia, Verona  | BluVolley Verona  | 3 - 0 | Porto Robur Costa | 25-19, 28-26, 25-21               |
| Quarti di finale (gara 2) - 13 aprile 2016 PalaGalassi, Forlì  | Porto Robur Costa | 3 - 1 | BluVolley Verona  | 23-25, 25-22, 25-17, 25-21        |
| Quarti di finale (gara 3) - 17 aprile 2016 PalaOlimpia, Verona | BluVolley Verona  | 3 - 1 | Porto Robur Costa | 20-25, 25-22, 25-18, 25-20        |
| Semifinali - 24 aprile 2016 PalaOlimpia, Verona                | BluVolley Verona  | 2 - 3 | Top Volley Latina | 25-18, 22-25, 21-25, 25-18, 11-15 |

### Coppa Italia

#### Fase a eliminazione diretta
| Quarti di finale (andata) - 22 dicembre 2015 PalaOlimpia, Verona      | BluVolley Verona   | 2 - 3 | Sir Safety Perugia | 23-25, 25-22, 16-25, 25-19, 12-15 |
| Quarti di finale (ritorno) - 14 gennaio 2016 PalaEvangelisti, Perugia | Sir Safety Perugia | 3 - 1 | BluVolley Verona   | 25-15, 25-20, 19-25, 25-10        |

### Challenge Cup

#### Fase a eliminazione diretta
| Secondo turno (andata) - 11 novembre 2015 PalaOlimpia, Verona                              | BluVolley Verona  | 3 - 0 | Fonte do Bastardo | 25-21, 25-20, 25-13               |
| Secondo turno (andata) - 18 novembre 2015 C. D. Vitorino Nemésio, Vila da Praia da Vitória | Fonte do Bastardo | 1 - 3 | BluVolley Verona  | 15-25, 11-25, 27-25, 21-25        |
| Sedicesimi di finale (andata) - 2 dicembre 2015 Landstede Sportcentrum, Zwolle             | Zwolle            | 0 - 3 | BluVolley Verona  | 21-25, 10-25, 18-25               |
| Sedicesimi di finale (andata) - 16 dicembre 2015 PalaOlimpia, Verona                       | BluVolley Verona  | 3 - 0 | Zwolle            | 25-22, 25-21, 25-20               |
| Ottavi di finale (andata) - 20 gennaio 2016 PalaOlimpia, Verona                            | BluVolley Verona  | 3 - 1 | Galatasaray       | 25-22, 25-22, 23-25, 25-20        |
| Ottavi di finale (andata) - 28 gennaio Burhan Felek Spor Salonu, Istanbul                  | Galatasaray       | 1 - 3 | BluVolley Verona  | 25-23, 22-25, 19-25, 25-22        |
| Quarti di finale (andata) - 17 febbraio 2016 PalaOlimpia, Verona                           | BluVolley Verona  | 3 - 2 | Arago de Sète     | 25-23, 21-25, 25-20, 23-25, 21-19 |
| Quarti di finale (andata) - 2 marzo 2016 Halle des Sports Louis Marty, Sète                | Arago de Sète     | 2 - 3 | BluVolley Verona  | 25-21, 20-25, 23-25, 25-23, 13-15 |
| Semifinali (andata) - 16 marzo 2016 PalaOlimpia, Verona                                    | BluVolley Verona  | 2 - 3 | Benfica           | 25-18, 24-26, 16-25, 25-21, 12-25 |
| Semifinali (andata) - 20 marzo 2016 Sports Hall Benfica, Lisbona                           | Benfica           | 1 - 3 | BluVolley Verona  | 15-25, 25-19, 17-25, 14-25        |
| Finale (andata) - 30 marzo 2016 PalaOlimpia, Verona                                        | BluVolley Verona  | 3 - 2 | Fakel             | 25-18, 27-25, 18-25, 23-25, 15-13 |
| Finale (andata) - 2 aprile 2016 KSC Gazodobytčik, Novyj Urengoj                            | Fakel             | 2 - 3 | BluVolley Verona  | 20-25, 25-18, 20-25, 25-21, 6-15  |

## Statistiche

### Statistiche di squadra
| Competizione  | Punti | In casa | In casa | In casa | In trasferta | In trasferta | In trasferta | Totale | Totale | Totale |
| Competizione  | Punti | G       | V       | P       | G            | V            | P            | G      | V      | P      |
| ------------- | ----- | ------- | ------- | ------- | ------------ | ------------ | ------------ | ------ | ------ | ------ |
| Serie A1      | 44    | 16      | 9       | 7       | 14           | 9            | 5            | 31     | 18     | 13     |
| Coppa Italia  | -     | 1       | 0       | 1       | 1            | 0            | 1            | 2      | 0      | 2      |
| Challenge Cup | -     | 6       | 5       | 1       | 6            | 6            | 0            | 12     | 11     | 1      |
| Totale        | -     | 23      | 14      | 9       | 21           | 15           | 6            | 45     | 29     | 16     |

G = partite giocate; V = partite vinte; P = partite perse

### Statistiche dei giocatori
| Giocatore     | Serie A1 | Serie A1 | Serie A1 | Serie A1 | Serie A1 | Coppa Italia | Coppa Italia | Coppa Italia | Coppa Italia | Coppa Italia | Challenge Cup | Challenge Cup | Challenge Cup | Challenge Cup | Challenge Cup | Totale | Totale | Totale | Totale | Totale |
| Giocatore     | P        | PT       | AV       | MV       | BV       | P            | PT           | AV           | MV           | BV           | P             | PT            | AV            | MV            | BV            | P      | PT     | AV     | MV     | BV     |
| ------------- | -------- | -------- | -------- | -------- | -------- | ------------ | ------------ | ------------ | ------------ | ------------ | ------------- | ------------- | ------------- | ------------- | ------------- | ------ | ------ | ------ | ------ | ------ |
| S. Anzani     | 31       | 215      | 147      | 58       | 12       | 2            | 15           | 9            | 5            | 1            | 12            | 89            | 59            | 26            | 4             | 45     | 321    | 215    | 89     | 17     |
| M. Baranowicz | 30       | 51       | 18       | 18       | 15       | 2            | 2            | 1            | 0            | 1            | 12            | 27            | 8             | 5             | 14            | 44     | 80     | 27     | 23     | 30     |
| G. Bellei     | 28       | 46       | 32       | 6        | 8        | 2            | 26           | 22           | 3            | 1            | 12            | 30            | 23            | 2             | 5             | 42     | 102    | 77     | 11     | 14     |
| B. Bućko      | 2        | 2        | 1        | 1        | 0        | 1            | 0            | 0            | 0            | 0            | 4             | 13            | 11            | 1             | 1             | 7      | 15     | 12     | 2      | 1      |
| T. Frigo      | 5        | -        | -        | -        | -        | 0            | -            | -            | -            | -            | -             | -             | -             | -             | -             | 5      | -      | -      | -      | -      |
| C. Gitto      | 24       | 67       | 46       | 17       | 4        | 2            | 0            | 0            | 0            | 0            | 12            | 43            | 29            | 14            | 0             | 38     | 110    | 75     | 31     | 4      |
| U. Kovačević  | 30       | 522      | 458      | 38       | 26       | 2            | 18           | 16           | 2            | 0            | 11            | 155           | 137           | 11            | 7             | 43     | 695    | 611    | 51     | 33     |
| F. Lecat      | 26       | 97       | 73       | 16       | 8        | 2            | 28           | 27           | 0            | 1            | 11            | 75            | 59            | 9             | 7             | 39     | 200    | 159    | 25     | 16     |
| N. Pesaresi   | 31       | -        | -        | -        | -        | 2            | -            | -            | -            | -            | 12            | -             | -             | -             | -             | 45     | -      | -      | -      | -      |
| T. Sander     | 28       | 426      | 344      | 35       | 47       | 1            | 15           | 12           | 3            | 0            | 11            | 173           | 146           | 14            | 13            | 40     | 614    | 502    | 52     | 60     |
| L. Spirito    | 31       | 8        | 2        | 3        | 3        | 2            | 1            | 0            | 0            | 1            | 12            | 11            | 4             | 3             | 4             | 45     | 20     | 6      | 6      | 8      |
| S. Starović   | 25       | 365      | 298      | 41       | 26       | 1            | 12           | 11           | 0            | 1            | 11            | 131           | 103           | 10            | 18            | 37     | 508    | 412    | 51     | 45     |
| A. Zingel     | 31       | 239      | 160      | 68       | 11       | 2            | 16           | 9            | 5            | 2            | 11            | 99            | 64            | 33            | 2             | 44     | 354    | 233    | 106    | 15     |

P = presenze; PT = punti totali; AV = attacchi vincenti; MV = muri vincenti; BV = battute vincenti